# Caldeirada

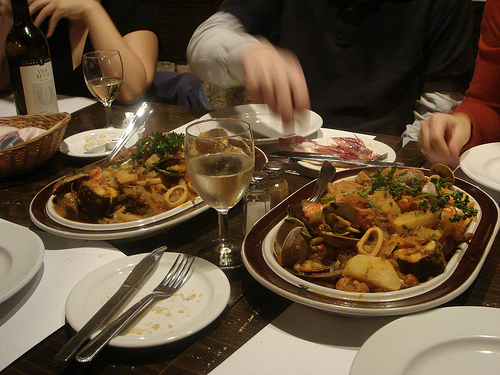
Une caldeirada.

La caldeirada de peixe, ou tout simplement caldeirada, est une soupe traditionnelle de la cuisine portugaise et galicienne.

## Origine du nom
Élaborée dans une marmite (en portugais caldeira, d'où son nom), elle est composée de différents poissons ou fruits de mer, suivant les régions. Il s'agit d'un mets typique des zones côtières du Portugal et de la Galice, même s'il en existe également des versions au Brésil.

## Ingrédients
Sa composition varie d'une région à l'autre. On peut la retrouver sous forme de soupe, au goût prononcé de poisson, mais aussi en plat généreusement rempli de morceaux de poissons cuits. Elle est servie bien chaude, avec des pommes de terre bouillies.
Les poissons les plus fréquemment utilisés sont les aiguilles de mer, le congre, ou encore le turbot. Dans les fruits de mer, on retrouve des calamars et des palourdes.
On accompagne le tout de pain et d'un vin blanc, vinho verde au Portugal, Ribeiro en Galice.

## Mets similaires
Ses caractéristiques la rapprochent de la bouillabaisse ou de la soupe de poissons à la sétoise.